# Промагистрат
В Древнем Риме промагистрат (лат. pro magistratu) был экс-консулом или экс-претором, чей империй (власть командовать армией) продлевался в конце его ежегодного срока полномочий или позже. Их называли проконсулы или пропреторы. Это было нововведение, созданное во времена Римской республики. Первоначально предполагалось выделить дополнительных военачальников для поддержки армий консулов (двух ежегодно избираемых глав республики и их армий) или возглавить дополнительную армию. С приобретением территорий за пределами Италии, которые были аннексированы в качестве провинций, проконсулы и пропреторы стали губернаторами или администраторами провинций. Третьим типом промагистрата были проквесторы.

## История
Первым типом промагистрата был проконсул. В первые дни Римской республики, когда территория государства была небольшой, Рим имел только два легиона, каждым из которых командовал один из двух консулов. Рим постоянно подвергался нападениям соседних народов (этруски на севере, сабины на востоке, вольски и эквы на юге). Дионисий Галикарнасский зафиксировал пять случаев, когда проконсул был назначен между 480 и 464 годами до н. э. В 480 году до нашей эры проконсул возглавил левое крыло армии, которая объединила два консульских легиона, в то время как консулы возглавляли центр и другое крыло. В 478 году до нашей эры упоминаются два проконсула. Один служил под началом консула, который отправился воевать с этрусками на север. Другой командовал третьим легионом. Дополнительный легион был развернут так, чтобы два врага на юге (вольски и эквы) могли воевать по отдельности с двумя армиями. В 464 году до н. э. проконсул возглавил нерегулярный отряд добровольцев и резервистов, чтобы поддержать консула, армия которого была недостаточна, чтобы противостоять объединенным силам двух врагов. В другом случае Дионисий не уточнил роли проконсулов. Дионисий описывал этих людей как "легатов и проконсулов", что подразумевало, что проконсул был непосредственно делегирован действующим консулом и что проконсул действовал как своего рода заместитель консула в военных действиях. Это была временная мера, принятая для решения неотложной военной чрезвычайной ситуации. В последнем из упомянутых случаев проконсул был назначен указом Сената, и Ливий отметил, что эта "форма указа всегда считалась одной из самых крайних." Похоже, что в этих случаях дополнительный командующий был набран из людей, которые ранее были консулами, потому что они имели предыдущий опыт командования армией.
Понятие промагистрат первоначально означало лицо, действующее от имени магистрата: pro consule (от имени консула), pro praetore (от имени претора). Однако на практике это изменилось, когда возникла более регулярная необходимость в создании дополнительных военных командиров. В 366 году до н. э. была создана должность претора. Это был главный судья города. Он также обладал властью командовать армией. Во время Второй Самнитской войны (326-304 гг. до н. э.) Рим увеличил число своих легионов. Во время Третьей Самнитской войны (298-290 гг. до н. э.) были также созданы пропреторы. Это были преторы, которым было поручено командовать резервными армиями.

### III век до н. э.
По мере того, как Рим приобретал территории за пределами Италии, которые он аннексировал в качестве провинций, возникла необходимость посылать туда губернаторов. В 227 году до н. э., после аннексии первых двух римских провинций (Сицилии в 241 году до н. э. и Корсики и Сардинии в 238 году до н. э.), к двум преторам, которые действовали в качестве главных судей в городе Риме, были добавлены два претора, которым было поручено управление этими двумя провинциями. Еще два претора были добавлены, когда провинции Ближняя и Дальняя Испания были созданы в 197 году до н. э. После этого новых преторов не прибавилось, хотя число провинций увеличилось. Римляне начали расширять империй консулов и преторов в Риме в конце их ежегодного срока полномочий. Провинции были распределены по жребию между проконсулами и пропреторами. Проконсулам были даны провинции, которые требовали большего количества войск. Промагистрат обладал равным формальным статусом с аналогичным магистратом и имел такое же число ликторов.

### I век до н. э.
В 81 году до нашей эры Луций Корнелий Сулла добавил двух новых преторов, так что два проконсула и шесть пропреторов могли быть созданы для управления десятью провинциями, приобретенными Римом к тому времени. Преторы, которые ранее управляли первыми четырьмя провинциями, были переведены в Рим для ведения судебных дел, поскольку судебная нагрузка в городе возросла. Сулла сделал губернаторство ежегодным и потребовал, чтобы правитель покинул провинцию в течение тридцати дней после прибытия своего преемника. В 52 году до н. э. Помпей ввел закон, в котором предусматривается, что промагистраты должны были быть назначены в течение пяти лет после срока полномочий консулов и преторов. Юлий Цезарь отменил его. Положение Помпея было вновь введено в действие Августом.
Понятие делегированной власти иногда использовалось для наделения империем того проконсула, который никогда раньше не обладал консульской властью. Во время Второй Пунической войны (218-201 гг. до н. э.) Публий Корнелий Сципион Африканский вызвался возглавить вторую римскую экспедицию против карфагенян в Испании. Он был слишком молод, чтобы быть консулом. Поэтому звание проконсула был даровано ему голосованием народа. Это была чрезвычайная мера, но она создала прецедент. Когда Сципион покинул Испанию после своей победы в 205 году до н. э., Луций Корнелий Лентул и Луций Манлий Ацидин были отправлены туда с проконсулами "без магистратуры" ("sine magistratu", без занятия государственной должности). Ни один из них прежде не был консулом. Поэтому они были отправлены в Испанию, не занимая консульских должностей, но им была дана проконсульская власть, чтобы они могли командовать там армиями. Это была конституционная странность, и она придала римской территории в Испании несколько неофициальный статус. Эта ситуация продолжалась вплоть до 198 года до н. э., когда было решено создать две новые провинции: Ближнюю Испанию и Дальнюю Испанию (они были учреждены в 197 году до н. э.). Помпей Великий был послан в Испанию, чтобы поддержать Квинта Цецилия Метелла Пия в борьбе против Квинта Сертория в Серторианской войне (80-72 гг. до н.э.). Для этой цели Сенат дал ему власть проконсула, хотя он никогда не был консулом.
Термин провинция относится к сфере ответственности, а не к географическому административному району. Например, судебная ответственность городского претора, который был главным судьей, называлась провинция. Этот термин часто применялся к военной ответственности и использовался для обозначения областей военной ответственности, возложенной на консулов для борьбы с мятежами или угрозами вторжения. Именно в поздней республике термин провинция также относился к административной области за пределами Италии. Когда были созданы провинции в современном смысле этого слова, они первоначально были областями, где промагистраты осуществляли свою военную власть. Эти правители выполняли судебные функции в разрешении споров между римлянами и местными жителями и между самими местными жителями. Они давали окончательные решения в тех случаях, когда законы местных жителей не применялись или, когда была подана апелляция. Основой этого была способность губернатора добиваться исполнения своих решений с помощью военной силы. Теоретически Сенат должен был контролировать губернаторов, но удаленность многих провинций от Рима делала это невозможным.
Как и магистраты, промагистраты отвечали за свои действия во время пребывания в должности и подлежали судебному преследованию после истечения срока их полномочий. Однако судебное преследование происходило постфактум, и было нежелание осуждать членов элиты. Безнаказанность была общим правилом. В качестве альтернативы обвиняемые могли бы отправиться в добровольную ссылку в другие города, чтобы избежать наказания. В 171 году до нашей эры послы из провинций Ближняя и Дальняя Испания подали жалобы на вымогательство денег у трех бывших пропреторов в обеих провинциях. Их отдали под суд. Суд над одним из них дважды откладывался, и на третьем заседании он был оправдан. Два других дела также были отложены, а подсудимые отправились в изгнание за пределы Римской территории до нового суда. Одним из обвинений была несправедливая оценка зерна, полученного в качестве дани. Сенат постановил, что ни один римский чиновник не должен устанавливать цены на зерно или принуждать местных жителей продавать 5% квоту по той цене, которую он пожелает. Сенат назначил рекуператоров для расследования вымогательства и ненадлежащего управления со стороны пропреторов и для взыскания убытков с провинциальных истцов. В 149 году до н. э. Кальпурнийский закон учредил постоянный суд по взысканию имущества, который был учрежден для рассмотрения дел о вымогательстве. «Lex de rebus repetundis», принятый Гаем Гракхом в 133 году до н. э., переводил судей этих судов из сенаторского ордена (из которого были выведены промагистраты) в конный орден. Это было главным средством, с помощью которого провинциалы могли преследовать бывших губернаторов. Если экс-губернатор будет признан виновным, ему придется возместить вдвое больше того, что он незаконно присвоил, и ему грозит позор. Однако подобные преследования должны были проводиться в Риме, и провинциалам было дорого ездить туда и оставаться там. Кроме того, все еще существовала возможность того, что обвиняемый покинет Рим, чтобы избежать судебного преследования. Веррес, который был губернатором Сицилии между 73 и 70 годами до н. э., был подвергнут судебному преследованию Цицероном, когда он вернулся в Рим за плохое управление, мошенничество и вымогательство. Когда он понял, что у него нет никаких шансов на оправдание, он бежал в Марсель, где жил на деньги, которые незаконно присвоил на Сицилии.

## Квесторы
Квесторы также служили в провинциальной администрации. Когда квестор умирал в своей провинции, губернаторы назначали вместо него проквестора. В Риме квесторы были казначеями. В провинциях они отвечали за финансы провинции. Первоначально эрарием в Риме руководили только два квестора. В 421 году до нашей эры их число удвоилось. С тех пор, когда консулы отправлялись в военную кампанию, их сопровождало по одному квестору. Первоначально роль этих странствующих квесторов состояла в том, чтобы следить за продажей военной добычи, часть которой отдавалась войскам, а часть - эрарию. Позже они сохранили казначейский фонд от армии и дали солдатам их жалованье. В 265 году до н. э. число квесторов было увеличено до восьми. Луций Корнелий Сулла увеличил их число до двадцати, а Юлий Цезарь - до сорока. Квесторов, которые были прикомандированы к проконсулам или пропреторы в провинциях, скорее всего, выполняли те же функции, как те, которые сопровождали консулов в их кампании. Важной частью их роли была оплата труда солдат и заготовка провианта для армии. Подобно квесторам в итальянских городах, они также взимали те части государственных доходов в провинции, которые не были обработаны контролировавшими их общественниками. Они должны были отправлять собранные доходы и свой счет в эрарий. Когда губернатор отсутствовал в провинции, квестор занимал его место в качестве исполняющего обязанности, а затем его сопровождали ликторы. Квестор в провинциях также исполнял обязанности курульного эдила. Отношения между губернатором и квестором, согласно древнему обычаю, считались сходными с отношениями между отцом и сыном. Сицилия, первая римская провинция, имела двух квесторов из-за разделения территории острова на карфагенскую и греческую части до аннексии. Один базировался в Сиракузах, а другой - в Лилибее. В период правления императоров квесторы продолжали служить в сенатских провинциях. В имперских провинциях их сменили прокураторы.
В 27 году до нашей эры, когда Август установил власть императоров, провинции Римской Империи были разделены на императорские провинции и сенатские провинции. Август утверждал, что Сенат сохранит лучшую часть империи, в то время как он возьмет на себя тяготы и опасности защиты ненадежных провинций, которые были уязвимы для внутренних восстаний или внешних нападений (в случае провинций вдоль границ империи). На самом деле он оставил за собой провинции, где размещалась основная масса легионов, и оставил сенаторам провинции, которые были бы невооруженными и неподготовленными к битве. Среди сенаторских провинций Азия и Африка были приписаны к бывшим консулам, а остальные - к бывшим преторам. Было установлено, что только этот класс сенаторов мог вынести смертный приговор. Пропреторы выбирали своих провинциальных заседателей из числа своих сверстников или подчиненных. Проконсулы выбрали трех асессоров из числа равных по рангу, при условии одобрения императора. В имперских провинциях, имевших более одного легиона, губернаторы, легаты пропреторы, были назначенными им наместниками императора и обычно были пропреторами, хотя иногда они были экс-квесторами или людьми, занимавшими другие должности ниже преторства. Поскольку пропреторы в имперских провинциях были подчиненными императора, последние могли лучше контролировать управление своих губернаторов. Многие письма, написанные Плинием Младшим, сохранились до наших дней. Книга 10 этого сборника содержит переписку, которую он вел с императором Траяном во время его губернаторства в Вифинии и Понте в 110-113 годах. В этих письмах Плиний информировал императора о делах в своей провинции и часто просил указаний по конкретным вопросам. Траян представил их в своих ответах.
В период Римской республики сбор налогов осуществлялся частными компаниями, принадлежащими публиканам. Эти добытые деньги заставляли провинциалов бессовестно набивать карманы. Ливий писал: "везде, где есть публиканы, либо игнорируется общественный закон, либо свобода союзников сводится на нет". Юлий Цезарь отменил эту систему сбора налогов и восстановил обычай возлагать эту задачу на города в провинциях. Август поручил это дело своим чиновникам. В имперских провинциях квесторы были заменены прокуратурами в качестве главных финансовых чиновников, которые непосредственно отвечали за финансовые вопросы, включая сбор налогов. Эти финансовые прокуроры были назначены императором и являлись агентами императора. Термин прокуратор первоначально применялся к агентам, особенно к тем, кто уезжал в Рим на некоторое время по государственным делам. Они были прямыми подчиненными императора и поэтому работали независимо от губернаторов. Они отвечали за сбор арендной платы в имперских поместьях (Август приобрел большое количество земли у прежних местных правителей и властителей), сбор налогов, надзор за рудниками и за оплатой труда государственных служащих и солдат. Таким образом, финансовая система функционировала как независимая исполнительная система. Хорошее сотрудничество между легатами пропреторами и прокураторами было желательно, так как последние были казначеями армии. Строительство укреплений также контролировалось прокуратурой. Они принадлежали к ордену всадников или были вольноотпущенниками, которые были имперскими рабами, и поэтому они не были связаны с орденом сенаторов. С помощью прокураторов императоры получили прямой контроль над финансами в имперской провинции. Эти люди были также источником независимой информации для императора. Кроме того, в сенаторских провинциях имелись прокураторы, которые также осуществляли надзор за имперскими поместьями в этих провинциях.
Тацит писал, что Август передал судебную власть всадническим губернаторам провинции Египет и что позднее большое число судебных дел, которые велись преторами как в Риме, так и в других провинциях, были переданы подобным же образом. Император Клавдий (41-54 гг.) заметил, что приговоры его прокураторов должны иметь такую же силу, как и постановления императора, и передал им судебную власть в полном объеме. Таким образом, император получил прямой контроль над судебными делами через своих прокурорских агентов в Риме. Роль преторов в Риме сводилась к организации публичных игр. Что касается провинций, то Тацит не уточнил, относится ли это как к имперским, так и к сенаторским провинциям. Он также не использовал термин пропретор. Учитывая, что в сенаторских провинциях роль прокуроров ограничивалась надзором за императорскими поместьями, маловероятно, чтобы они взяли на себя там судебные функции. Упомянутая переписка между Плинием младшим и Траяном, который правил позже (98-117), указывает на то, что правитель Вифинии и Понта, сенаторской провинции, действительно председательствовал в судебных делах. В 359 году Констанций II (сын Константина Великого) попытался возродить старую судебную роль преторов в Константинополе путем передачи им дел об опеке, освобождении сыновей от законной власти их отцов (pater familias) и освобождении рабов.

## В других странах
Власть промагистрата в римских провинциях привела к тому, что термин "проконсул" стал использоваться для обозначения любого высокопоставленного и авторитетного должностного лица, назначенного сверху (или извне) для управления территорией без учета местных политических институтов (т.е. одним из наиболее ярких примеров этого является Дуглас Макартур, которому после Второй мировой войны были даны широкие полномочия по осуществлению реформ и восстановлению Японии, и которого иногда называют "американским проконсулом Японии".

## Использование в Римско-католической церкви
Ранее существовало правило, что главы всех куриальных конгрегаций должны быть кардиналами, и до конца XX века они носили титул про-префектов, пока не были возведены в это достоинство.
По своему назначению нунции также назначаются епископами. Во времена папы Пия XII некоторые священники назначались нунциями, не будучи возведенными в сан епископа. Они не назывались "про-нунциями", титул, который исторически давался нунциям с момента их назначения кардиналами до их отъезда в Рим, и который был возрожден в течение примерно двадцати лет (закончившихся в 1991 году) в качестве отдельного титула для нунциев, аккредитованных в тех странах, которые не следовали традиции считать нунция деканом дипломатического корпуса с момента представления им своих верительных грамот.